# Dmitri Minaïev
Pour les articles homonymes, voir Minaev.
Dmitri Dmitrievitch Minaïev (en russe : Дми́трий Дми́триевич Мина́ев), né à Simbirsk le 21 octobre 1835 (2 novembre en calendrier julien), mort le 22 juillet 1889 (10 août en calendrier julien) à Simbirsk dans l'Empire russe est un poète satirique, journaliste, traducteur, critique.

## Biographie
Le père de Dmitri Minaïev est officier mais aussi poète et traducteur de Le Dit de la campagne d'Igor. Son fils Dmitri suit les cours de l'École d'artillerie Constantin de 1847 à 1851 (il ne termine toutefois pas le cycle complet).
En 1852, Dmitri Minaïev réussit l'examen de première classe de la table des rangs et pendant trois ans devient fonctionnaire à l'hôtel des impôts du gouvernement de Simbirsk. En 1855 il part pour Saint-Pétersbourg où il poursuit une carrière de fonctionnaire au Ministère de l'intérieur.
En 1857, il abandonne sa fonction pour se consacrer à ses activités littéraires. Il débute dans des publications de second ordre à Saint-Pétersbourg, dans lesquelles il s'exprime avec lyrisme. Puis il collabore à des revues satiriques, de poésies et à des traductions.
En 1859, il publie un recueil parodique : Refrains. Poésies du poète accusateur. Il collabore à des revues démocratiques telles que Le Contemporain, Rousskoe slovo et Iskra, dans lesquelles il déploie ses talents de poète satirique.
En 1862, il devient rédacteur pendant quelques mois de la revue satirique Goudok (ru) (« Le sifflet »). Proche de l'école de Nikolaï Nekrassov, il occupe une position de gauche, radical-démocratique et exprime dans ses vers sa sympathie pour les opprimés, et accuse le libéralisme et la bureaucratie, la presse conservatrice et la censure. Il ridiculise et parodie les poètes qu'il classe parmi les partisans de l' « art pur » (Afanassi Fet,Apollon Maïkov, Nikolaï Chtcherbine, Vsevolod Krestovski et d'autres encore). Il est reconnu comme le « roi des rimes », le maître de l'épigramme, de la parodie des feuilletons en vers et encore du calembour.
Il est encore l'auteur d'un roman en vers intitulé Un Eugène Onéguine de notre temps.
Minaïev s'est beaucoup intéressé à la traduction. Il traduit Lord Byron (Don Juan, Le Pèlerinage de Childe Harold, Beppo, Manfred et Caïn), Dante (La Divine Comédie), Heinrich Heine (Hermania), Adam Mickiewicz, Percy Bysshe Shelley (Prométhée libéré), des poèmes et des pièces de Victor Hugo, Auguste Barbier, Alfred de Vigny, Molière, Władysław Syrokomla (en), Juvénal et de beaucoup d'autres. Grâce à cette activité Minaev a fait connaître aux lecteurs russes la littérature européenne.
Après la tentative d'attentat de Dmitri Karakozov, fin avril 1866, Minaev est arrêté pour sa collaboration avec les revues des frères Dostoïevski Le Contemporain et Rousskoe slovo, « connues pour leur direction socialiste nuisible », et purge une peine d'environ quatre mois de prison à la Forteresse Pierre-et-Paul. Selon le critique Ettore Lo Gatto, au point de vue politique Dmitri Minaev est devenu après avoir été radical, simplement bourgeois à tendance libérale.
À la fin de l'année 1887, Dmitri Minaïev part avec son épouse pour Simbirsk, où il achète une maison rue Nijne-Soldatska, près de Sviaga. Il meurt le 22 juillet 1889, dans la ville de Simbirsk, après une pénible maladie.

### Mémoire

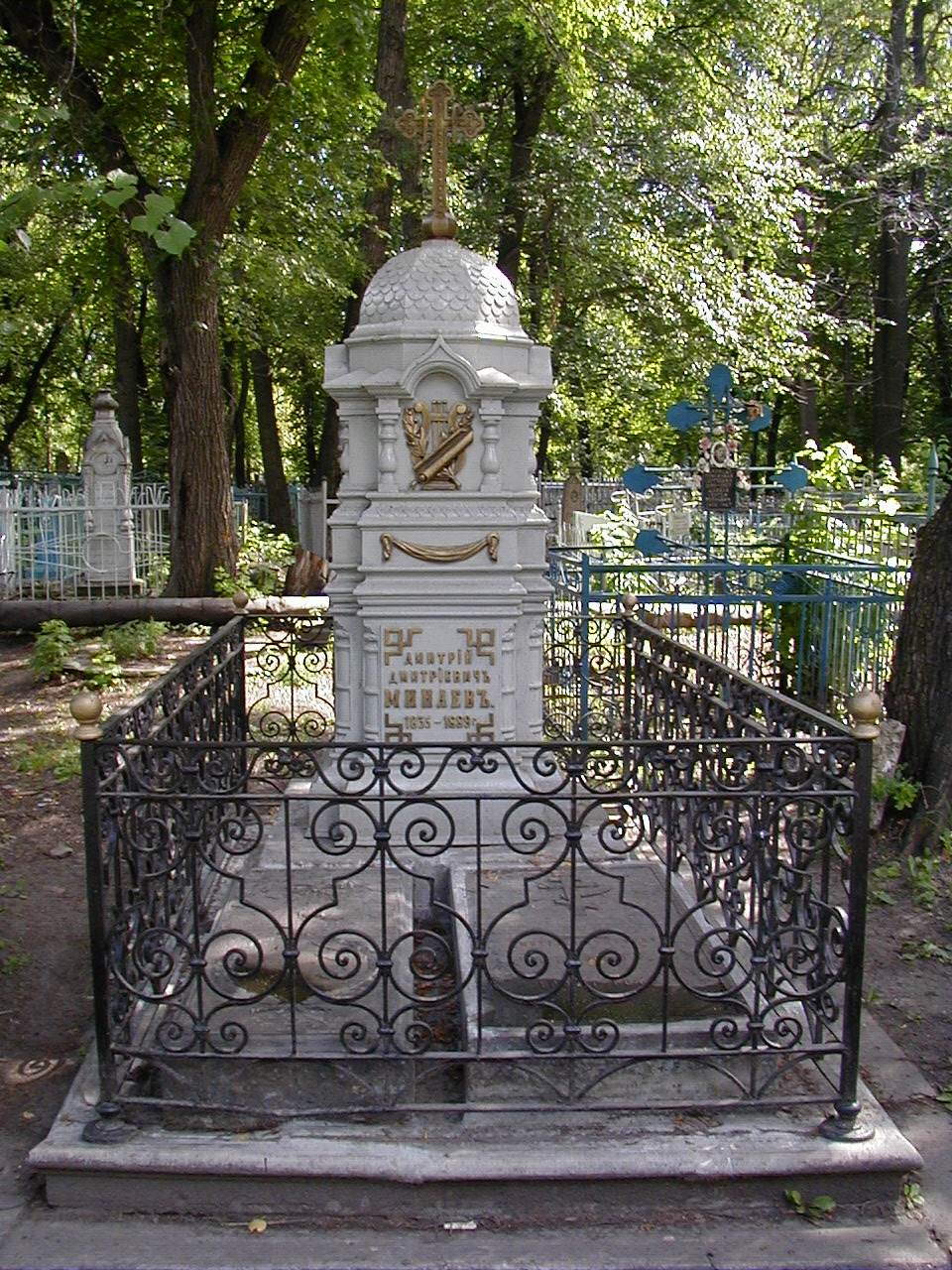
La tombe de D I Minaev et de D. D. Minaev.

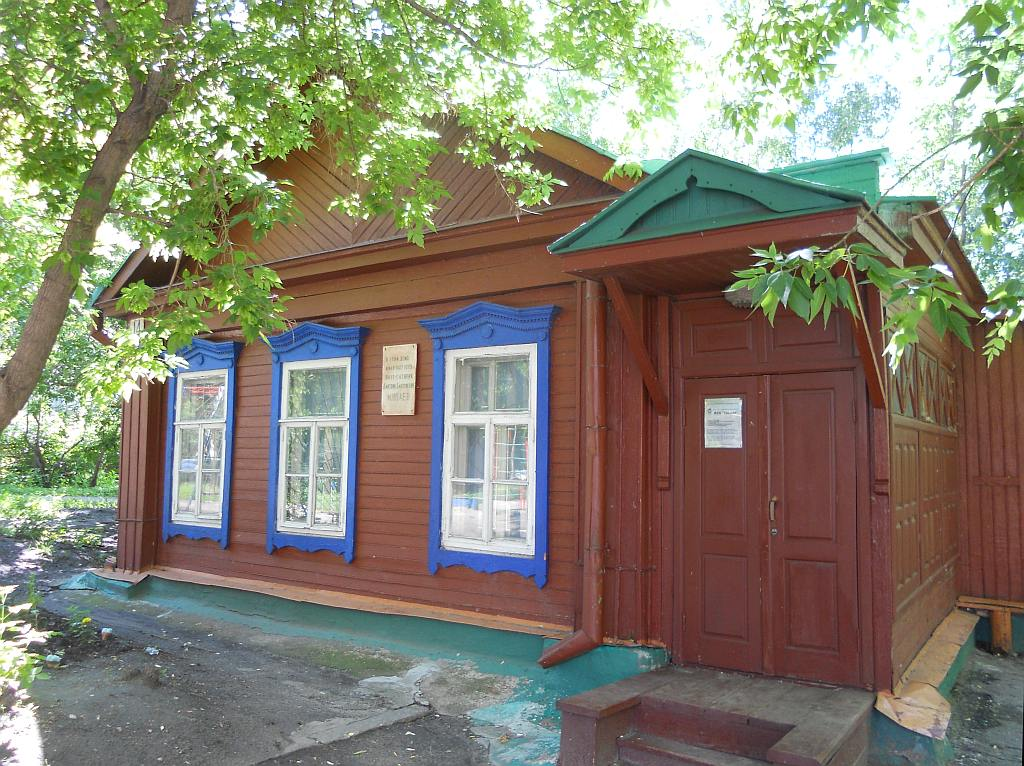
La maison de D.I. et D. D. Minaev à Simbirsk.

Le 21 juin 1899, grâce aux moyens financiers recueillis par les abonnements dans tout le pays un monument est élevé en l'honneur du poète mort à Simbirsk ainsi que de son père Dmitri Ivanovitch Minaïev, également poète. La rue Soldatskaïa est rebaptisée rue Minaev dans la ville dont le nom devient Oulianovsk en 1924 (au lieu de Simbirsk). En 1954, à la suite de la construction du réservoir de Kouïbychev et de l'inondation du cimetière qui en résulte, les cendres des Minaïev père et fils ont été transférées dans le nouveau cimetière. La maison de Dmitri Minaïev est conservée et transformée en musée à Oulianovsk, rue Minaïev, maison 14.